# Main Core
Main Core est le nom de code d'une base de données du gouvernement fédéral des États-Unis qui existerait depuis les années 1980 et qui comprendrait des millions de données d'ordre personnel et financier de citoyens américains. Elle ne comporterait des entrées que sur des citoyens pouvant porter atteinte à la sécurité nationale. Les données, qui proviendraient de la NSA, du FBI, de la CIA et d'autres agences moins connues, seraient recueillies et stockées sans supervision judiciaire.
La suggestion de créer Main Core proviendrait de la Federal Emergency Management Agency (FEMA) en 1982, à la suite d'un projet du président américain Ronald Reagan, la National security directive (NSD) 69 / National Security Decision Directive (NSDD) 55, qui vise à maintenir la prédominance des États-Unis sur le plan international, mis en vigueur le 14 septembre 1982,.
En 2008, les données de Main Core porterait sur huit millions d'Américains, plusieurs soupçonnés pour des raisons mineures, citoyens que le gouvernement pourrait décider de surveiller, interroger ou encore emprisonner lors d'une crise.
Cette base de données est révélée en mai 2008, puis son existence confirmée en juillet 2008 par Tim Shorrock (en), spécialiste de la politique étrangère américaine.